# Muzeul Vămii Medievale
Muzeul Vămii Medievale se află în Bran și are două unități: Casa Vămii și Muzeul Satului Brănean

Casa Vămii se află la poalele castelului Bran și este monument istoric și de artă.